# Сальцын, Иван Петрович
Ива́н Петро́вич Сальцин (1907—2003) — советский военачальник и общественный деятель, полковник. Участник Боевых действий на озере Хасан и Великой Отечественной войны.

## Биография
Родился в 1907 году в селе Черемухово в рабочей семье.
В 1929 году был призван в РККА и зачислен курсантом полковой школы 12-го артиллерийского полка 34-й Сибирской дивизии в Омске. С 1933 года после окончания Томского артиллерийского училища назначен на должность командира взвода разведки. С 1938 года командир 53-го отдельного противотанкового дивизиона, в составе которого принимал участие в Военном конфликте на озере Хасан, за храбрость в этом конфликте был награждён Орденом Ленина.

### Участие в Великой Отечественной войне
С 1939 года назначен заместителем начальника штаба 53-го артиллерийского полка 27-й стрелковой дивизии.
С 1940 года командир 249-го противотанкового дивизиона 133-й стрелковой дивизии. С 1941 года в составе этой дивизии участвовал в Великой Отечественной войны.
С 1941 по 1945 годы в качестве командира дивизиона 18-й ГвСД, командира 169-го артиллерийского минометного полка и 16-й гвардейской тяжёлой артиллерийской бригады 1-й ГвАД ВГК воевал на Калининском и 1-м Украинском фронтах, участник Битвы за Москву и Львовом, на Орловско-Курской дуге, освобождал Житомир, Радомышль, Троянов и множество других городов. Во главе своей бригады освобождал города Польши, Германии, форсировал реки Одер и Нейсе, воевал в Берлине, 9 мая 1945 года его бригада была направлена к Праге, для её освобождения.

### Послевоенная деятельность
С 1946 года И. П. Сальцын был назначен начальником военно-учебного лагеря Центральной группы войск. С 1949 год начальник Военно-учебного центра Уральского и Прибалтийского военных округов.
С 1956 года в отставке. С 1956 по 1968 годы работал заместителем директора Института двигателей АН СССР в Калининграде.
Умер 28 апреля 2003 года в Омске. Похоронен на Западном кладбище.

## Общественная деятельность
С 1968 по 1989 годы — председатель Омской секции Комитета ветеранов войны и член президиума Советского комитета ветеранов войны. С 1968 год избирался депутатом городского Совета депутатов трудящихся Оренбурга, Томска и Калининграда.

## Награды
- Орден Ленина (1938)
- Три ордена Красного Знамени
- Орден Богдана Хмельницкого II степени
- Орден Александра Невского
- Два ордена Отечественной войны I ст.
- Орден Красной Звезды
- Орден Ленина (1955)

### Награды РФ
- Орден Жукова (1997[5])

## Память
- С 2004 года одна из улиц города Омска носит его имя[2][6]
- На улице Волочаевской дом № 19ж в Омске открыта мемориальная доска в честь И. П. Сальцына[7]
- С 2007 года проводилась выставка в честь 100-летия И. П. Сальцына[8]